# 親衛隊第5師

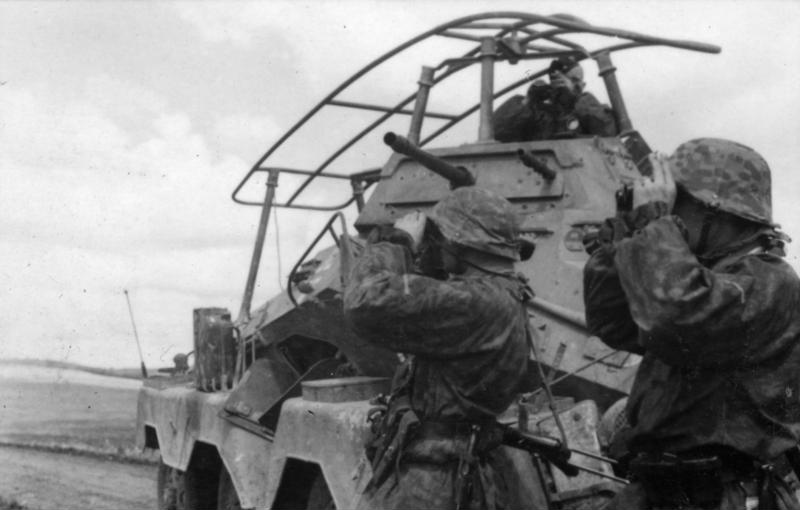
1941年，位于苏联境内的该师某部

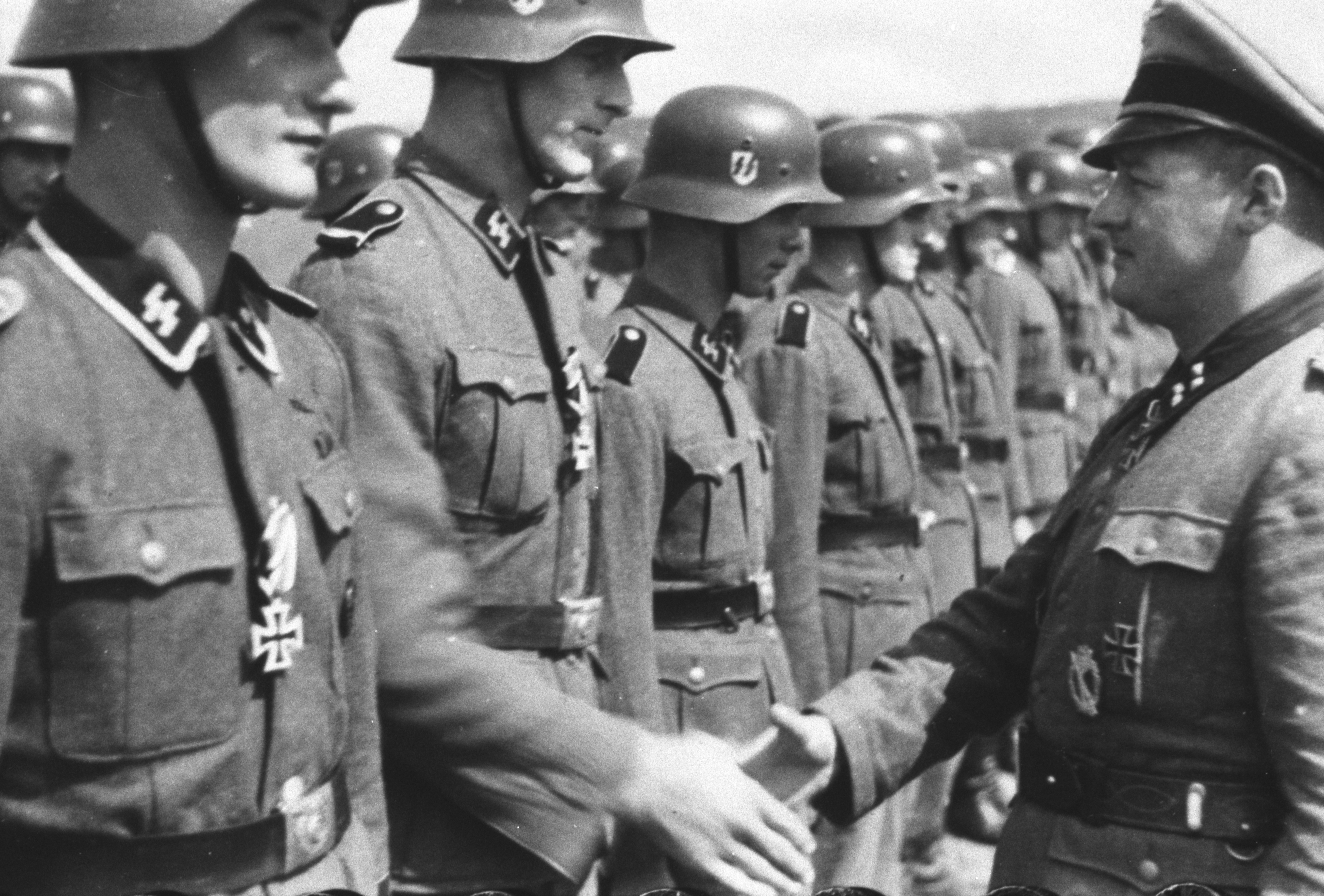
1942年6月21日蘇聯南部，突擊隊大隊長在向武裝黨衛隊「維京」師的士兵頒發騎士十字勳章

党卫军第5装甲师“维京”（德語：5. SS-Panzer-Division "Wiking"）是纳粹德国武装党卫队38个师中的一支装甲师。其服役兵员为来自丹麦、挪威、瑞典、芬兰、爱沙尼亚、荷兰以及比利时的外国志愿兵，并由德国军官指挥。该师在第二次世界大战中于东线作战，并在1945年5月于奥地利向美军投降。

## 历任指挥官
- 親衛隊上級集團領袖菲利克斯·施坦因纳（1940年12月1日-1943年5月1日）
- 親衛隊集團領袖赫伯特·奥托·吉尔（1943年5月1日-1944年8月6日）
- 親衛隊旗隊領袖爱德华·德赛霍芬（1944年8月6日-1944年8月12日）
- 親衛隊旗隊領袖鲁道夫·缪伦肯普（1944年8月12日-1944年10月9日）
- 親衛隊上級領袖卡尔·乌尔里希（1944年10月9日-1945年5月5日）